# Суюмагамбетов, Мурат Алиевич
Мура́т Али́евич Суюмагамбе́тов (каз. Мұрат Сүйеумағамбетов; 14 октября 1983, Шевченко, Казахская ССР, СССР) — казахстанский футболист, нападающий. Выступал за сборную Казахстана.

## Карьера

### Клубная
Первым клубом Мурата был актауский «Каспий». Затем он играл в «Ордабасы», «Тоболе», «Астане» и «Шахтёрe». После хорошей игры у «горняков» Мурат подписал контракт с «Локомотивом» из Астаны. Сезон у него не складывался, и он решил уйти в «Ордабасы».
После сезона 2009 Мурат перешёл в «Тобол». Забил первый гол за «Тобол» своему родному «Ордабасы» и посвятил мяч Мурату Оразалиеву.
После окончания сезона на правах свободного агента перешёл в «Кайрат».

### В сборной
В сборной Казахстана Суюмагамбетов играл с 2006 по 2008 год, провёл 19 игр. Забил 3 мяча. Последний вызов был в сезоне 2008. Больше в сборную страны Мурат не вызывался.

## Достижения
- Чемпион Казахстана: 2010

## Личная жизнь
Отец Мурата — Али — в прошлом футболист, защитник.